# Вейстер
Вейстер (нід. Wijster) — село в нідерландській провінції Дренте. Входить до муніципалітету Мідден-Дренте.
Його площа становить 26,25 км², а населення станом на 2021 рік складало 1 085 осіб.
Перша згадка про населений пункт датується 1206 роком.